# Nơi ở cũ của Hồ Tuyết Nham
Nơi ở cũ của Hồ Tuyết Nham (tiếng Trung: 胡雪岩故居; Hán-Việt: Hồ Tuyết Nham cố cư; bính âm: Hú Xuéyán Gùjū) là khu cư trú trước đây của Hồ Tuyết Nham, thương nhân Trung Quốc nổi tiếng cuối thời Thanh. Địa điểm này tọa lạc ở quận Thượng Thành, thành phố Hàng Châu, tỉnh Chiết Giang.

## Lịch sử
Công trình này được khởi công vào năm 1872, dưới thời hoàng đế Đồng Trị nhà Thanh (1644–1911), và hoàn thành vào năm 1875. Nó được khởi công đúng vào lúc phát đạt nhất trong sự nghiệp kinh doanh và làm quan của Hồ Tuyết Nham.
Tháng 4 năm 2005, nơi này được chính quyền tỉnh Chiết Giang công nhận là đơn vị văn hóa trọng điểm của tỉnh.
Ngày 25 tháng 5 năm 2006, Quốc vụ viện chỉ định nơi đây là "Đơn vị Bảo hộ Văn vật Trọng điểm Toàn quốc".
Nơi ở cũ của Hồ Tuyết Nham chính thức mở cửa cho công chúng vào ngày 20 tháng 1 năm 2001.

## Hình ảnh
- Trang trí nội thất.
- Hành lang trong nhà.
- Chân dung Hồ Tuyết Nham treo trên tường.
- Ngôi nhà riêng trong phủ.
- Cổng vào bên trong nhà.
- Một cái ao trong nhà.